# Giovanni Battista Sertorio

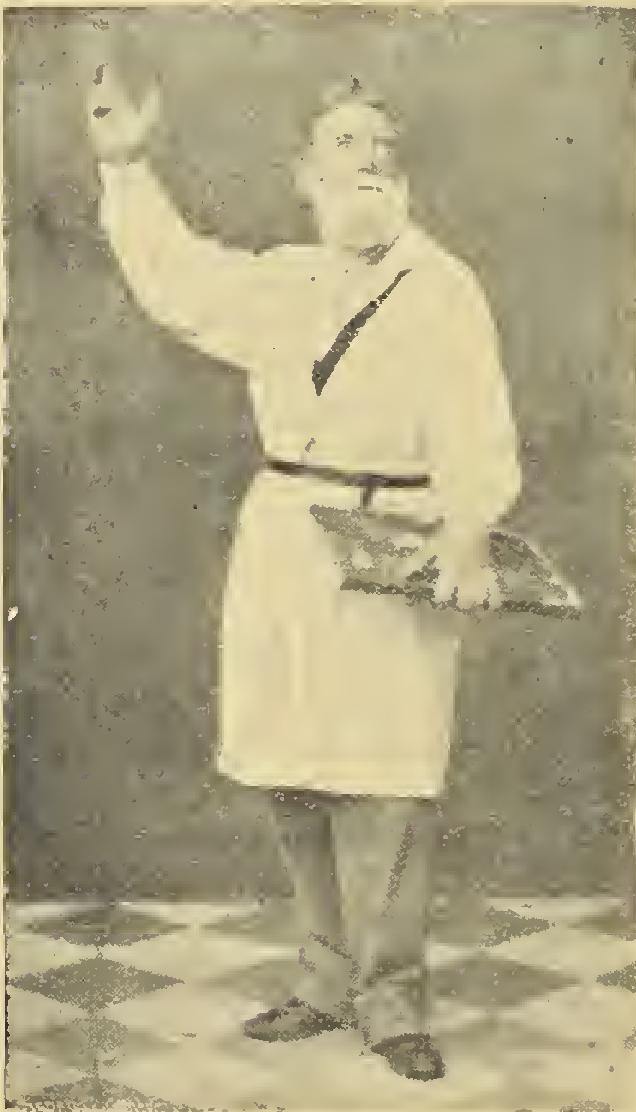
Giovanni Battista Sertorio

Giovanni Battista Sertorio (* 25. März 1805 in Lugano; † 11. April 1871 ebenda) war ein Schweizer Maler.

## Leben
Giovanni Battista Sertorio war als Sohn des Pietro Antonio Sertorio, Holzhandwerkers, und der Elisabetta Corbellini. Nach seinen Studien in der Accademia di Belle Arti di Brera in Mailand unterrichtete er von 1835 bis 1847 an der ersten Zeichenschule für Baumeister in Lugano. Er malte zahlreiche Porträts von Wohltätern des Spitals Santa Maria von Lugano.
Sertorio malte religiöse Bilder für verschiedene Kirchen in Lugano, für die Bruderschaft Mariä Empfängnis sowie für Kapellen der Region Sottoceneri und in der Lombardei. Er war mit dem Schriftsteller Antonio Fogazzaro bekannt, der ihn im Roman Piccolo mondo antico als Dialektdichter und Gitarrenspieler vorstellte. 